# Batalha do Estreito de Dover
A Batalha do Estreito de Dover foi uma batalha naval ocorrida entre os dias 26 e 27 de Outubro de 1916, no decurso da Primeira Guerra Mundial, entre a Grã-Bretanha e o Império Alemão. Duas flotilhas e meia de torpedeiross alemães da Flotilha da Flandres lançaram um ataque no Estreito de Dover numa tentativa de destruir a Barragem de Dover para além das embarcações Aliadas que navegassem no estreito.
À medida que os barcos torpedeiros alemães de aproximavam da barragem, ficaram frente-a-frente com o contratorpedeiro britânico Flirt, dando início ao combate. Os alemães conseguiram destruir o Flirt e partiram para o ataque, bem sucedido, das embarcações navais da barragem, mas, mais uma vez, foram interceptados por uma flotilha britânica de contratorpedeiros. Os alemães conseguiram combater com sucesso as unidades navais britânicas antes de retirar. Ao fim da noite, os britânicos tinham perdido um contratorpedeiro, um navio de transporte e várias embarcações navais, enquanto os alemães apenas sofreram pequenos danos num único barco torpedeiro.

## Antecedentes
Em Outubro de 1916, a Flotilha da Flandres foi reforçada pelo Almirantanmdo alemão com duas flotihas completas de barcos torpedeiros. A transferência das 3.ª e 9.ª Flotilhas de Barcos Torpedeiros para a Flanders teve consequências imediatas no equilíbrio do poder no Estreito de Dover. Tal como anteriormente, a Flotilha da Flandres estava apenas equipada com três grandes barcos torpedeiros e vários de dimensão inferior (Barco torpedeiro de classe A); tinham, agora, 23 barcos torpedo de grandes dimensões capazes de fazer frente à patrulha britânica de Dover. Dada a falta de grandes barcos torpedeiros, a Flotilha da Flandres não efectuava saídas para a zona de Dover e, assim, as defesas britânicas não eram significativas naquela zona.
Com as sua novas flotilhas, o comandante da Flotilha da Flandres, Ludwig von Schroeder, decidiu lançar um ataque no Estreito de Dover à sua barragem, tal como aos navios Aliados que se encontrassem no Canal da Mancha. Embora os britânicos tivessem proibido a presença de transportes no Canal durante a noite, para se precaverem de algum ataque alemão, a Barragem de Dover não estava preparada para um ataque. Para fazer face aos 23 barcos de Schroeder, a barragem apenas era guardada pelo velho contratorpedeiro HMS Flirt, o iate Ombra e o naval trawler H. E. Straud. As quatro divisões de embarcações que guardavam as redes anti-submarinos da barragem estavam apenas armadas com uma espingarda cada uma. Também disponíveis estavam seis contratorpedeiros da classe Tribal, que podiam vir em ajuda no caso de um ataques, tal como várias unidades da Harwich Force dispersas ao longo de Downs.

## Batalha
Os navios torpedo alemães dividiram-se em cinco grupos para atacarem diferentes secções de navios no canal. A 5.ª Flotilha alemã rumou até à Barragem de Dover encontrando cinco embarcações da 10.ª Divisão de Traineiras a colocar as redes anti-submarinos, e começou a atacá-las. Depois de ouvir o ruído dos disparos, o Flirt — a escolta das embarcações - aproximou-se dos navios ainda não identificados, e preparou-se para os atacar. Os barcos não identificados responderam ao sinal britânico com um sinal semelhante. Confuso, o comandante do Flirt decidiu que os navios que se aproximavam era contratorpedeiros Aliados e que as traineiras tinham sido atacadas por um submarino. Um barco aberto também foi lançado do Flirt para resgatar sobreviventes das traineiras que se afundavam. Os barcos alemães voltaram a sua atenção das traineiras para o contratorpedeiro e atacaram-no, apanhado-o de surpresa. Em grande desvantagem, o Flirt tentou, sem sucesso, abalroar um dos barcos alemães e, após uma breve luta, foi afundado por fogo de artilharia e torpedos. Depois de afundar o Flirt, os alemães continuaram a atacar a barragem, afundando duas traineiras das 8.ª e 16.ª Divisões de Traineiras. No total foram afundadas seis traineiras e danificadas três, tal como o H. E. Straud, antes de a 5.ª Meia Flotilha se retirar.
Quando as autoridades britânicas souberam do ataque alemão, enviaram seis contratorpedeiros da classe Tribal para reforço: Amazon, Mohawk, Viking, Tartar, Cossack e Nubian. Devido a uma má interpretação das suas ordens, o comandante britânico da divisão de contratorpedeiros, Henry Oliphant do Viking, não manteve a sua força toda junta como uma única unidade. Em vez disso, dividiu os navios em dois grupos - um com o Viking, o Mohawk e o Tartar; e outro com o Nubian, o Amazon e o Cossack. O Nubian avançou mais depressa que os outros e foi o primeiro a chegar junto do Flirt, que se estava a afundar. Entretanto, outra meia-flotilha de barcos alemães tinha apanhado o navio de transporte Queen ao largo de Goodwin Sands, quando regressava da costa francesa. O alemães entraram a bordo do Queen e resgataram toda a tripulação antes de o afundarem.
Depois do contacto do Nubian com a 17.ª Meia-flotilha alemã, aquela embarcação caiu no mesmo erro do Flirt tomando como Aliados os barcos alemães. Surpresos com os disparos de artilharia, o Nubian tentou abalroar, sem sucesso, o último barco alemão da linha de batalha, e foi atingido por um torpedo que lhe destruiu a proa. O Amazon e o Cossack partiram em direcção ao Nubian para o ajudar, e atacaram os barcos alemães. O Amazon acabou por sofrer vários disparos alemães, que lhe destruíram duas das caldeiras antes de se retirar. A divisão de barcos do Viking também ficou frente-a-frente com os barcos-torpedo da Kaiserliche Marine. A 18.ª Meia-flotilha regressava a Zeebrugge quando de deparou com o grupo de contratorpedeiros de Oliphant, e os enfrentou. Embora o Viking tenha escapado sem danos, o Mohawk foi atingido diversas vezes antes de os alemães conseguirem escapar para a segurança da costa. Perto do fim dos combates, Reginald Bacon, comandante da patrulha de Dover, enviou a Divisão Dunkirk para interceptar os barcos-torpedo alemães antes de regressarem à Flandres, mas os alemães conseguiram escapar antes de serem apanhados por aqueles reforços.

## Depois da batalha
Os britânicos foram incapazes de fazer frente aos ataques alemães; no total foram destruídas seis embarcações britânicas para além do Flirt e do navio de transporte Queen. Para além dos que foram afundados, outros ficaram danificados, incluindo três contratorpdeiros, três traineiras e um arrastão naval. As perdas humanas também foram pesadas com os britânicos a sofrer 45 mortos, quatro feridos e 10 prisioneiros. Do lado alemão, apenas o SMS G91 sofreu alguns danos, e não houve qualquer vítima. O sucesso do ataque deu origem a mais ataques alemães no Canal da Mancha; os raids continuaram até que as 3.ª e 9.ª Flotilhas de Barcos-torpedo foram destacadas para a Frota de Alto-Mar alemã em Novembro de 1916.